# Åke Holm
Åke Holm (Norrtälje, 3 febbraio 1909 – 1989) è stato un aracnologo e biologo svedese.

## Biografia
Laureato in Filosofia all'Università di Uppsala nel 1936, ha conseguito un dottorato in Zoologia nel 1940 nel medesimo ateneo, divenendone docente pochi anni dopo. Dal 1947 al 1975 è stato unico curatore delle collezioni del Museo zoologico dell'università, acquisendo, nel tempo una vasta conoscenza di tutto il regno animale. Dal 1960 approfondì sempre più la conoscenza e le analisi dei ragni, al punto da divenirne autorità riconosciuta in campo internazionale 
In quanto al lavoro sul campo, nel 1937-38 ha partecipato alla sua prima spedizione in Africa orientale (zona del monte Elgon), ritornandovi più volte negli anni successivi in qualità di capo spedizione della svedese Oriente Africa Expedition. In patria ha studiato l'aracnofauna delle zone nelle zone del Norrbotten nei pressi del confine norvegese. Nel 1954 ha visitato l'isola Spitsbergen e nel 1962 la Groenlandia, acquisendo notevole competenza sui ragni della zona artica.
Negli anni settanta e ottanta del secolo scorso ha approfondito la conoscenza dei ragni migalomorfi sull'isola di Ceylon (1974), in Thailandia (1979) e in Malaysia (1981, 1984 e 1987). In queste spedizioni ha anche raccolto una considerevole quantità di esemplari di molluschi il cui corpo molle si presta ad essere conservato adeguatamente con gli stessi liquidi adoperati per i ragni.

## Campo di studi
Si è occupato prevalentemente dello studio degli stadi di crescita dei ragni identificando i caratteri distintivi per gli stadi post-embrionali: juvenile, subadulto ed adulto, in relazione ad esemplari delle famiglie Araneidae e Linyphiidae, (principalmente Erigoninae).

## Alcuni taxa descritti
- Aberdaria Holm, 1972
- Abiskoa abiskoensis Holm, 1945
- Afroneta Holm, 1968
- Bursellia Holm, 1962
- Ceratocyba Holm, 1962
- Drepanotylus Holm, 1945
- Hybauchenidium Holm, 1973
- Microcyba Holm, 1962
- Oreocyba Holm, 1962
- Trachyneta Holm, 1962

## Taxa denominati in suo onore
- Holma Locket, 1974, genere di ragni (Linyphiidae)
- Holmelgonia Jocqué & Scharff, 2007, genere di ragni (Linyphiidae)
- Holminaria Eskov, 1991, genere di ragni (Linyphiidae)
- Bursellia holmi Bosmans, 1977, ragno (Linyphiidae)
- Drepanotylus holmi (Eskov, 1981), ragno (Linyphiidae)
- Holmelgonia holmi (Miller, 1970), ragno (Linyphiidae)
- Langelurillus holmi Próchniewicz, 1994, ragno (Salticidae)
- Neoscona holmi (Schenkel, 1953), ragno (Araneidae)
- Parasyrisca holmi Ovtsharenko, Platnick & Marusik, 1995, ragno (Gnaphosidae)
- Scharffia holmi Griswold, 1997, ragno (Cyatholipidae)
- Tomomingi holmi (Prószynski & Zabka, 1983), ragno (Salticidae)

## Studi e ricerche principali
Di seguito alcune pubblicazioni :
- Holm, Å., 1939a - Araneae. In Hale Carpenter, G. D., & Å. Holm, Insecta and Araneae collected in the Kangerdlugsuak Region of East Greenland by the British Expedition, 1935-36. Ann. Mag. nat. Hist. vol.(11) 3, pp. 72–80
- Holm, Å., 1939b - Neue Spinnen aus Schweden. Beschreibung neuer Arten der Familien Drassidae, Theridiidae, Linyphiidae und Micryphantidae. Arkiv. Zool. vol.31(A8), pp. 1–38
- Holm, Å., 1940 - Studien über die Entwicklung und Entwicklungsbiologie der Spinnen. Zool. Bidrag Uppsala vol.19, pp. 1–214
- Holm, Å., 1944 - Revision einiger norwegischer Spinnenarten und Bemerkungen über deren Vorkommen in Schweden. Ent. Tidskr. vol.65, pp. 122–134
- Holm, Å., 1956 - Notes on Arctic spiders of the genera Erigone Aud. and Hilaira Sim. Ark. Zool. vol.9, pp. 453–468
- Holm, Å., 1958a - Spiders (Araneae) from Greenland. Ark. Zool. vol.11, pp. 525–534
- Holm, Å., 1962 - The spider fauna of the East African mountains. Part I: Fam. Erigonidae. Zool. Bidr. Upps. vol.35, pp. 19–204
- Holm, Å., 1968b - Spiders of the families Erigonidae and Linyphiidae from East and Central Africa. Annls Mus. r. Afr. cent. vol.171, pp. 1–49
- Holm, Å., 1977b - Two new species of the erigonine genera Savignia and Silometopus (Araneae: Linyphiidae) from Swedish Lapland. Entomologica scand. vol.8, pp. 161–166
- Holm, Å., 1984 - The spider fauna of the East African mountains. Part II. The genus Walckenaeria Blackwall (Araneae, Linyphiidae). Zoologica Scr. vol.13, pp. 135–153
- Holm, Å. & T. Kronestedt, 1970 - A taxonomic study of the wolf spiders of the Pardosa pullata-group (Araneae, Lycosidae). Acta ent bohemoslavaca vol.67, pp. 408–428